# Sergi Bruguera
Sergi Bruguera Torner (Barcelona, España, 16 de enero de 1971)  es un extenista español y capitán desde 2018, del equipo español de Copa Davis. Fue junto a Arantxa Sánchez Vicario, el gran referente del tenis español de mediados de los años 1990.
Durante su carrera se destacó fundamentalmente sobre superficies de tierra batida, ganando dos veces consecutivas Roland Garros en 1993 y 1994, siendo finalista en 1997. Fue el primer español en ganar un torneo de Grand Slam desde la última victoria de Manuel Orantes en 1975, convirtiéndose en el pionero entre sus compatriotas desde Manolo Santana en 1964 y Andrés Gimeno en 1972, en conquistar el Abierto de Francia, hazaña que años más tarde reeditarían Carlos Moyá, Albert Costa, Juan Carlos Ferrero, Rafael Nadal y Carlos Alcaraz. También destaca la medalla de plata que logró en los Juegos Olímpicos de Atlanta 1996, donde disputó la final individual ante Andre Agassi.
En 2019 fue el capitán del Equipo de Copa Davis de España, proclamándose campeones del mundo en su nuevo formato al ganar la final de la Copa Davis en Madrid frente a Canadá.

## Torneos de Grand Slam

### Individuales

#### Títulos (2)
| Año  | Torneo        | Oponente en la final | Resultado               |
| 1993 | Roland Garros | Jim Courier          | 6-4, 2-6, 6-2, 3-6, 6-3 |
| 1994 | Roland Garros | Alberto Berasategui  | 6-3, 7-5, 2-6, 6-1      |

#### Finalista (1)
| Año  | Torneo        | Oponente en la final | Resultado     |
| 1997 | Roland Garros | Gustavo Kuerten      | 3-6, 4-6, 2-6 |

## Títulos ATP (17; 14+3)

### Individuales (14)
| Grand Slam (2)         |
| Tennis Masters Cup (0) |
| Juegos Olímpicos (0)   |
| ATP Masters Series (2) |
| ATP Tour (10)          |

| N.º | Fecha                    | Torneo        | Superficie    | Oponente en la final   | Resultado                |
| --- | ------------------------ | ------------- | ------------- | ---------------------- | ------------------------ |
| 1.  | 1 de abril de 1991       | Estoril       | Tierra batida | Karel Novacek          | 7-6(7), 6-1              |
| 2.  | 22 de abril de 1991      | Montecarlo    | Tierra batida | Boris Becker           | 5-7, 6-4, 7-6(6), 7-6(4) |
| 3.  | 30 de septiembre de 1991 | Atenas        | Tierra batida | Jordi Arrese           | 7-5, 6-3                 |
| 4.  | 27 de abril de 1992      | Madrid        | Tierra batida | Carlos Costa           | 7-6(6), 6-2, 6-2         |
| 5.  | 6 de julio de 1992       | Gstaad        | Tierra batida | Francisco Clavet       | 6-1, 6-4                 |
| 6.  | 28 de septiembre de 1992 | Palermo       | Tierra batida | Emilio Sánchez Vicario | 6-1, 6-3                 |
| 7.  | 19 de abril de 1993      | Montecarlo    | Tierra batida | Cédric Pioline         | 7-6(2), 6-0              |
| 8.  | 24 de mayo de 1993       | Roland Garros | Tierra batida | Jim Courier            | 6-4, 2-6, 6-2, 3-6, 6-3  |
| 9.  | 5 de julio de 1993       | Gstaad        | Tierra batida | Karel Novacek          | 6-3, 6-4                 |
| 10. | 2 de agosto de 1993      | Praga         | Tierra batida | Andréi Chesnokov       | 7-5, 6-4                 |
| 11. | 13 de septiembre de 1993 | Burdeos       | Dura          | Diego Nargiso          | 7-5, 6-2                 |
| 12. | 23 de mayo de 1994       | Roland Garros | Tierra batida | Alberto Berasategui    | 6-3, 7-5, 2-6, 6-1       |
| 13. | 4 de julio de 1994       | Gstaad        | Tierra batida | Guy Forget             | 3-6, 7-5, 6-2, 6-1       |
| 14. | 1 de agosto de 1994      | Praga         | Tierra batida | Andrei Medvedev        | 6-3, 6-4                 |

#### Finalista en individuales (21)
| N.º | Fecha                    | Torneo          | Superficie    | Oponente en la final   | Resultado             |
| --- | ------------------------ | --------------- | ------------- | ---------------------- | --------------------- |
| 1.  | 15 de julio de 1990      | Gstaad          | Tierra batida | Martín Jaite           | 3-6, 7-6, 2-6, 2-6    |
| 2.  | 16 de septiembre de 1990 | Ginebra         | Tierra batida | Horst Skoff            | 6-7, 6-7              |
| 3.  | 14 de abril de 1991      | Barcelona       | Tierra batida | Emilio Sánchez Vicario | 4-6, 6-7(7), 2-6      |
| 4.  | 14 de julio de 1991      | Gstaad          | Tierra batida | Emilio Sánchez Vicario | 1-6, 4-6, 4-6         |
| 5.  | 5 de abril de 1992       | Estoril         | Tierra batida | Carlos Costa           | 6-4, 2-6, 2-6         |
| 6.  | 20 de septiembre de 1992 | Burdeos         | Tierra batida | Andrei Medvedev        | 3-6, 6-1, 2-6         |
| 7.  | 11 de octubre de 1992    | Atenas          | Tierra batida | Jordi Arrese           | 5-7, 0-3 ret.         |
| 8.  | 14 de febrero de 1993    | Milán           | Moqueta (i)   | Boris Becker           | 3-6, 3-6              |
| 9.  | 11 de abril de 1993      | Barcelona       | Tierra batida | Andrei Medvedev        | 7-6(7), 3-6, 5-7, 4-6 |
| 10. | 2 de mayo de 1993        | Madrid          | Tierra batida | Stefan Edberg          | 3-6, 3-6, 2-6         |
| 11. | 3 de octubre de 1993     | Palermo         | Dura          | Thomas Muster          | 6-7(2), 5-7           |
| 12. | 6 de febrero de 1994     | Dubái           | Dura          | Magnus Gustafsson      | 4-6, 2-6              |
| 13. | 24 de abril de 1994      | Montecarlo      | Tierra batida | Andrei Medvedev        | 5-7, 1-6, 3-6         |
| 14. | 1 de mayo de 1994        | Madrid          | Tierra batida | Thomas Muster          | 2-6, 6-3, 4-6, 5-7    |
| 15. | 21 de mayo de 1995       | Roma            | Tierra batida | Thomas Muster          | 6-3, 6-7(5), 2-6, 3-6 |
| 16. | 28 de julio de 1996      | JJ. OO. Atlanta | Dura          | Andre Agassi           | 2-6, 3-6, 1-6         |
| 17. | 2 de marzo de 1997       | Milán           | Moqueta (i)   | Goran Ivanišević       | 2-6, 2-6              |
| 18. | 30 de marzo de 1997      | Miami           | Dura          | Thomas Muster          | 6-7(6), 3-6, 1-6      |
| 19. | 8 de junio de 1997       | Roland Garros   | Tierra batida | Gustavo Kuerten        | 3-6, 4-6, 2-6         |
| 20. | 27 de julio de 1997      | Umag            | Tierra batida | Félix Mantilla         | 3-6, 5-7              |
| 21. | 30 de julio de 2000      | San Marino      | Tierra batida | Álex Calatrava         | 6-7(7), 6-1, 4-6      |

### Clasificación en torneos del Grand Slam
| Torneo                                                                                       | 2001 | 2000 | 1999 | 1998 | 1997 | 1996 | 1995 | 1994 | 1993 | 1992 | 1991 | 1990 | 1989 | Títulos | G-P   |
| -------------------------------------------------------------------------------------------- | ---- | ---- | ---- | ---- | ---- | ---- | ---- | ---- | ---- | ---- | ---- | ---- | ---- | ------- | ----- |
| Abierto de Australia                                                                         | 1R   | -    | -    | 1R   | 3R   | -    | -    | -    | 4R   | -    | 1R   | 2R   | -    | 0       | 6-6   |
| Roland Garros                                                                                | 2R   | 1R   | -    | 1R   | F    | 2R   | SF   | G    | G    | 1R   | 2R   | 2R   | 4R   | 2       | 32-10 |
| Wimbledon                                                                                    | 1R   | -    | -    | -    | -    | -    | -    | 4R   | -    | -    | -    | 2R   | 1R   | 0       | 4-4   |
| Abierto de Estados Unidos                                                                    | 1R   | -    | -    | 2R   | 4R   | 3R   | 2R   | 4R   | 1R   | 2R   | 2R   | 2R   | 1R   | 0       | 13-11 |
| Tennis Masters Cup                                                                           | -    | -    | -    | -    | RR   | -    | -    | SF   | RR   | -    | -    | -    | -    | 0       | 2-7   |
| Leyenda: G:Torneo ganado; F:Finalista; SF:Semifinalista; CF:Cuartos de final; RR:Round Robin |      |      |      |      |      |      |      |      |      |      |      |      |      |         |       |

### Dobles (3)
| Leyenda                |
| Grand Slam (0)         |
| Tennis Masters Cup (0) |
| ATP Masters Series (1) |
| ATP Tour (2)           |

| N.º | Fecha               | Torneo    | Superficie    | Pareja             | Oponentes en la final       | Resultado     |
| --- | ------------------- | --------- | ------------- | ------------------ | --------------------------- | ------------- |
| 1.  | 13 de mayo de 1990  | Hamburgo  | Tierra batida | Jim Courier        | Udo Riglewski Michael Stich | 7-6, 6-2      |
| 2.  | 17 de junio de 1990 | Florencia | Tierra batida | Horacio de la Peña | Luiz Mattar Diego Pérez     | 3-6, 6-3, 6-4 |
| 3.  | 3 de marzo de 1991  | Ginebra   | Tierra batida | Marc Rosset        | Per Henricsson Ola Jonsson  | 3-6, 6-3, 6-2 |